# Alexander Bauer
Alexander Bauer (né le 9 juin 1972 à Lampertheim) est un homme politique hessois (CDU) et est membre du Landtag de Hesse depuis 2008.

## Biographie
À Bürstadt, Bauer étudie à l'école Schiller de 1978 à 1982, puis le gymnase Starkenburg à Heppenheim. Après avoir obtenu son diplôme d'études secondaires en 1991, il étudié à l'Université Johann Wolfgang Goethe de Francfort-sur-le-Main . En 1998, il termine ses études avec le premier examen d'État au poste d'enseignant des lycées, pour les matières de religion catholique et d'études sociales.
Il travaille ensuite pendant cinq ans en tant qu'assistant de recherche au département de théologie catholique pour la chaire d'exégèse et d'herméneutique du Nouveau Testament. Il commence le service pédagogique préparatoire à l'enseignement dans les lycées en 2004 au séminaire d'étude de Bensheim. Son école de formation est la Liebfrauenschule Bensheim. Au printemps 2006, il y passe son deuxième examen d'État.
D'août 2006 à avril 2008, il enseigne la religion catholique et la politique et l'économie à la Liebfrauenschule de Bensheim en tant qu'enseignant jusqu'à ce qu'il arrête cette activité lorsqu'il prend son mandat de Landtag.

## Politique
Bauer est membre de la CDU depuis août 1993. Politiquement actif en tant qu'assesseur (1993-1997), en tant que vice-président du parti (1997-2001) et en tant que président de la CDU Bürstadt (2013 à 2019). Depuis 2008, il est membre du comité exécutif de la CDU de l'arrondissement de la Bergstraße. En 2010, il est élu pour la première fois en tant que président adjoint du district de la CDU. Bauer est conseiller municipal dans sa ville natale de Bürstadt depuis avril 1997 et est membre actif dans de nombreux comités du groupe de la CDU du conseil municipal. Il assume des fonctions de direction en tant que chef adjoint du groupe parlementaire (1998-2001), en tant que chef de groupe parlementaire du groupe du conseil municipal de la CDU (2001-2013) ou en tant que conseiller municipal adjoint (depuis 2016). En 2017, il reçoit le titre honorifique de conseiller de la ville de Bürstadt pour ses 20 ans d'engagement politique local. Pendant un mandat (2011-2016), il est membre du conseil de district de la Bergstrasse. Depuis avril 2008, il est membre du Landtag de Hesse.
Aux élections régionales de Hesse le 27 janvier 2008, il est élu dans la 54e circonscription (Bergstrasse Ouest), au Landtag de Hesse. Il recueille 42,3% des voix (24 616 voix). Son adversaire Norbert Schmitt obtient 37,0% (21 488 voix). Lors des élections anticipées dans l'État de Hesse en 2009, il défend sa circonscription avec 46% des premiers votes. Lors des élections nationales de Hesse en 2013, il remporte de nouveau la circonscription avec 45,6% des votes. Aux élections d'État de 2018, il est réélu avec 32,6% des votes dans la circonscription.
Son orientation politique se situe dans les domaines de la politique intérieure et de la sécurité, de la protection de la constitution et de la promotion du sport. Depuis 2010, il est le porte-parole politique national du groupe parlementaire CDU. Depuis, il dirige le comité d'État pour la politique intérieure de la CDU de Hesse et est membre du comité fédéral pour la politique intérieure de la CDU en Allemagne depuis 2016. Bauer s'est prononcé à plusieurs reprises en faveur d'une interdiction du voile. Il justifie sa position par le fait que le voile intégral ne cadre pas avec un ordre libéral-démocratique.
Il est vice-président du groupe parlementaire depuis 2019.